# Scopula paucisignata
Scopula paucisignata là một loài bướm đêm trong họ Geometridae.